# 欽迪龍屬
欽迪龍屬（意為「惡魔蜥蜴」）又名慶迪龍、魔鬼龍，是蜥臀目恐龍的一屬，生活於約2億2500萬年前的三疊紀晚期。牠約有2.4公尺長，於1995年被正式命名。

## 發現歷史
在1985年，Bryan Small在美國亞利桑那州的石化林國家公園發現欽迪龍的化石，這個化石是一個部分骨骼，包含一些骨骼碎片，與蘇牟龍的化石混合在一起。這個地層屬於欽迪組（Chinle Formation），地質年代屬於三疊紀晚期的諾利階，約2億1600萬年前。在1995年，這些化石被正式敘述、命名。模式種是C. bryansmalli。屬名是以其發現地附近的欽迪角而來，其名字在諾瓦霍語中的意思是「鬼」或「惡靈」；種名是為紀念化石發現者Bryan Small。

## 敘述
到目前為止，已發現5個欽迪龍的不完整標本；如果盒龍跟欽迪龍是同種動物，則有6個標本。正模標本是最完整的標本，包含數節肋骨、脊椎碎片、兩節完整臀部脊椎、一節完整尾椎、骨盆與後肢骨頭碎片。除此之外，還發現一顆牙齒。其他標本較不完整，由零碎的臀部、大腿、脊椎骨頭化石組成。
根據正模標本與副模標本，欽迪龍的身長估計約2.4公尺。

## 分類
欽迪龍的分類歷史非常複雜，過去曾被多次歸類到蜥臀目的不同分類位置。當化石最初發現時，被認為是屬於原蜥腳下目。在1995年被命名時，欽迪龍被認為是屬於艾雷拉龍科，之後大部分研究引用這個分類。但近年種系發生學研究認為欽迪龍不是艾雷拉龍科，可能是基礎獸腳亞目恐龍、或是基礎型蜥臀目恐龍。欽迪龍同時有多種蜥臀目演化支的特徵，因此難以確定其分類位置。
在德州的特髏組（Tecovas Formation）發現的一個化石，被1998年被命名為盒龍（Chindesaurus）。幾年後，盒龍被歸類於欽迪龍的異名。在2007年的三疊紀北美洲恐龍研究，認為欽迪龍、盒龍有許多相同特徵，其他屬沒有這種特徵。研究人員認為，這兩屬的差異可能來自於體型大小差異。但是，這兩屬的化石過於零碎，因此他們無法確定這兩屬是同種動物。

## 外部連結
- 欽迪龍 （页面存档备份，存于）